# 최민금
최민금(崔玟琴, 1958년 8월 14일 ~ )은 대한민국의 배우이다.

## 출연

### 영화
- 2013년 《노브레싱》 ... 중국집 여주인 역
- 2012년 《연가시》 ... 응급실 가족 모 역
- 2011년 《마이 블랙 미니드레스》 ... 영미 모 역
- 2009년 《계몽영화》 ... 유정 모 역
- 2009년 《평행이론》 ... 오열하는 원고 1 역
- 2009년 《인사동 스캔들》 ... 여스님 역
- 2008년 《님은 먼 곳에》 ... 순이 친정어머니 역
- 2007년 《권순분 여사 납치사건》 ... 국밥집 아줌마 역
- 2007년 《최강 로맨스》 ... 청소 아줌마 역
- 2006년 《어느날 갑자기 세 번째 이야기 - D-day》 ... 원장 역
- 2006년 《열혈남아》 ... 뻘밭 아낙 3 역
- 2006년 《아랑》 ... 정호집 주민 역
- 2006년 《사랑을 놓치다》 ... 형자 역
- 2004년 《달마야, 서울 가자》 ... 김밥 아줌마 역
- 2004년 《그녀를 믿지 마세요》 ... 동네 아줌마 역
- 2004년 《바람의 전설》 ... 주부사원 1 역
- 2004년 《귀여워》 ... 박카스 아줌마 역
- 2003년 《실미도》 ... 버스 안 아줌마 역
- 2002년 《광복절 특사》 ... 지방식당 주인 역
- 2002년 《버스, 정류장》 ... 짜라시 아줌마 역
- 2002년 《공공의 적》 ... 교통위반 아줌마 역
- 2001년 《꽃섬》 ... 술집 여주인 역
- 2001년 《와니와 준하》 ... 슈퍼 주인 역
- 2000년 《박하사탕》 ... 여자 2 역
- 1999년 《세기말》 ... 소령 모 역
- 1999년 《간첩 리철진》 ... 청소 아줌마 1 역
- 1997년 《산부인과》
- 1997년 《초록물고기》 ... 식당 주인 역
- 1996년 《1996 뽕》 ... 춘식네 역
- 1996년 《학생부군신위》 ... 동네 아낙 역
- 1995년 《소낙비》
- 1994년 《태백산맥》
- 1993년 《영구 홀로 집에》
- 1992년 《미녀와 영구》
- 1992년 《영구 홀로 집에》
- 1992년 《가출소년과 쌍코대작전》 ... 장미 어머니 역
- 1992년 《인생이 뭐 객관식 시험인가요》
- 1992년 《세상끝의 향기》
- 1992년 《미지의 흰새》 ... 의상실 주인 역
- 1991년 《나의 아내를 슬프게 하는 것들》 ... 장 변호사 아내 역
- 1991년 《무릎 위의 여자》
- 1990년 《그들도 우리처럼》 ... 스탠드집 주인 역
- 1990년 《미친 사랑의 노래》 ... 백치 여인 역
- 1990년 《90 벌레먹은 장미》 ... 중년여인 역
- 1989년 《오색의 전방》 ... 아씨마님 역
- 1989년 《못먹어도 고》
- 1989년 《며느리 밥풀꽃에 대한 보고서》

### 드라마
- 2022년 KBS 《황금 가면》 ... 정태훈의 어머니 역
- 2021년 JTBC 《알고있지만,》
- 2020년 KBS 《비밀의 남자》 ... 숙자의 이모 역
- 2020년 KBS 《어서와》 ... 붕어빵 할머니 역
- 2019년 SBS 《의사 요한》 ... 중증 근무력증이라 진찰 받으려는 여자 역
- 2019년 tvN 《사이코메트리 그녀석》 ... 송희정 역
- 2018년 tvN 《멈추고 싶은 순간 : 어바웃 타임》
- 2018년 SBS 《해피시스터즈》
- 2018년 MBC 《부잣집 아들》
- 2018년 MBC 《데릴남편 오작두》
- 2018년 SBS 《리턴》
- 2018년 tvN 《드라마 스테이지 - 낫 플레이드》
- 2017년 MBC 《왕은 사랑한다》
- 2017년 MBC 《별별 며느리》
- 2017년 KBS 《추리의 여왕》
- 2017년 OCN 《터널》
- 2017년 KBS 《그 여자의 바다》
- 2017년 OCN 《보이스》
- 2016년 MBC 《행복을 주는 사람》
- 2016년 tvN 《싸우자귀신아》
- 2016년 MBC 《워킹 맘 육아 대디》
- 2016년 MBC 《가화만사성》
- 2015년 KBS 《부탁해요, 엄마》
- 2014년~2015년 MBC 《전설의 마녀》 ... 서촌 부녀회원 역
- 2014년 SBS 《너희들은 포위됐다》 ... 민박집 주인 역
- 2014년 MBC 《왔다! 장보리》 ... 서촌 오씨 역
- 2013년 KBS2 《왕가네 식구들》
- 2013년 MBC 《백년의 유산》 ... 회사 청소직원 역
- 2012년 tvN 《로맨스가 필요해 2012》 ... 감자탕집 사장 역
- 2012년 MBC 《아이두 아이두》 ... 족발집 주인 역
- 2012년 KBS2 《적도의 남자》 ... 식당 주인 역
- 2012년 KBS 《KBS 드라마 스페셜 - 스틸사진》
- 2012년 tvN 《노란 복수초》 ... 수원댁 역
- 2012년 MBC 《신들의 만찬》 ... 도예가 역
- 2011년 MBC 《반짝반짝 빛나는》 ... 출판사 청소원 역
- 2010년 SBS 《자이언트》
- 2010년 SBS 《산부인과》 ... 희준을 돌보는 여자 역
- 2010년 MBC 《파스타》 ... 오이 파는 여자 역
- 2009년 KBS2 《파트너》 ... 김우식의 어머니 역
- 2009년 KBS2 《솔약국집 아들들》 ... 포장마차 주인 역
- 2008년 MBC 《에덴의 동쪽》
- 2008년 KBS 《최강칠우》 ... 상인1 역
- 2007년 SBS 《조강지처 클럽》
- 2007년 SBS 《강남엄마 따라잡기》
- 2007년 SBS 《외과의사 봉달희》 ... 딸이 올 때까지 살려달라 말하는 환자의 보호자 역
- 2005년 ~ 2006년 SBS 《마이걸》 ... 마을 이장의 부인 역
- 2004년~2005년 MBC 《왕꽃 선녀님》 ... 원단을 사려는 여자 역
- 2001년 KBS 《우리가 남인가요》

### 방송 프로그램
- 1993년 ~ 1999년 MBC 《경찰청 사람들》
- 1994년 ~ 1999년 KBS 《긴급구조 119》

## 경력
- KBS 합창단 활동
- 이태리 레스토랑 '라칸티나(영어판)'에서 '라틴 트리오'를 결성해서 활동
- 홀리데이 인 서울에서 약 1년여 동안 코러스 활동